# Holden Beach
Holden Beach is een plaats (town) in de Amerikaanse staat North Carolina, en valt bestuurlijk gezien onder Brunswick County.

## Demografie
Bij de volkstelling in 2000 werd het aantal inwoners vastgesteld op 787.
In 2006 is het aantal inwoners door het United States Census Bureau geschat op 854, een stijging van 67 (8.5%).

## Geografie
Volgens het United States Census Bureau beslaat de plaats een oppervlakte van
8,9 km², waarvan 7,7 km² land en 1,2 km² water. Holden Beach ligt op ongeveer 6 m boven zeeniveau.

## Plaatsen in de nabije omgeving
De onderstaande figuur toont nabijgelegen plaatsen in een straal van 20 km rond Holden Beach.